# Maravilla Tenejapa
Maravilla Tenejapa là một đô thị thuộc bang Chiapas, México. Năm 2005, dân số của đô thị này là 10906 người.